# 월출로
월출로(Wolchul-ro)는 전라남도 영암군 영암읍 회문교차로에서 영암군 덕진면 덕진초교사거리 를잇는 전라남도의 도로이다. 

## 주요 경유지
전라남도
- 영암군 (영암읍 . 덕진면)

## 노선
| 이름                | 접속 노선                 | 소재지 | 소재지 | 비고                 |
| ------------------- | ------------------------- | ------ | ------ | -------------------- |
| 회문 교차로         | 지방도 제819호선 (영암로) | 영암군 | 영암읍 | 지방도 제821호선구간 |
| 영암읍회문리 사거리 | 마한로 영암초중고길       | 영암군 | 영암읍 | 지방도 제821호선구간 |
| 망호1교             |                           | 영암군 | 영암읍 |                      |
| 망호2교             |                           | 영암군 | 영암읍 |                      |
|                     | 덕진면                    | 영암군 |        |                      |
| 덕진초교사거리      | 국도 제13호선 (예향로)    | 영암군 |        |                      |

## 주요 시설및 건물
- 농협 영암축산농협 (월출로 6/회문리 204)
- 농협 영암축협하나로마트 (월출로 6/회문리 204)
- 영암119안전센터 (월출로 46/회문리 262)
- 영암교육지원청 (월출로 84/망호리 753)